# Syntheosciurus brochus
Syntheosciurus brochus är en gnagare i ekorrfamiljen som lever i Centralamerika.

## Beskrivning
Syntheosciurus brochus är en liten ekorre som når en kroppslängd mellan 15 och 18,5 centimeter exklusive svansen med en längd mellan 12 och 16 centimeter. Honan har 6 spenar. En under senare år upphittad hane hade en vikt av 244 g. Nosen är lång och smal, medan öronen är små (omkring 1,5 cm långa) och dolda i pälsen. Den täta, långa pälsen varierar från olivfärgad till spräcklig i kanelbrunt och svart på ovansidan. Buksidan är orange med ett rödbrunt inslag. Pälsen på svansen påminner om den på ovansidan, men med röda hårspetsar. Arten har en orange ögonring men ingen ljus fläck bakom öronen.
En population från Peru med liknande ekorrar som dock saknar de ljusa ögonringarna förmodas enligt Patton, Pardiñas och D’Elía utgöra en ny art i samma släkte. För den nya arten saknades 2015 vetenskaplig beskrivning.
På grund av skillnader i skallens och tändernas konstruktion räknas arten inte till släktet vanliga ekorrar (Sciurus) utan till ett eget släkte.

## Utbredning
Syntheosciurus brochus förekommer i Costa Rica och norra Panama. En population lever på vulkanen Poás i närheten av bergets topp.

## Ekologi
Habitatet utgörs av städsegröna skogar, även nyplanteringar, och skogsbryn i bergsregioner mellan 1 900 och 2 600 meter över havet. Arten är aktiv under dag och skymning och vistas på alla nivåer i skogen, från trädens kronor till skogsbotten. Den födosöker dock normalt inte på marken. Födan består av blommor, trädbark, sav och frukt.
Arten leker under våren, då mellan sex och åtta hanar kan jaga en hona. Honan får mellan två och fem ungar. En hane, en hona och deras ungar bildar en familjegrupp för en längre tid. Hanen och honan förflyttar sig tillsammans, vilar tillsammans under dagen, sover ihop under natten, och letar även ibland mat tillsammans. Normalt sker dock födosöket ensamt.
Fram till 1980-talet var arten bara känd genom fyra individer. Zoologerna Wells, Giacalone och Willis utförde sedan en omfattande undersökning. Då fastställdes bland annat att Syntheosciurus brochus lever i familjegrupper, som har bon som ligger 6 till 12 meter över marken.